# Devario auropurpureus
Devario auropurpurea es una especie de peces de la familia de los
Cyprinidae en el orden de los Cypriniformes.

## Morfología
- Los machos pueden llegar alcanzar los 10 cm de longitud total.[1][2]

## Hábitat
Es un pez de agua dulce y de clima tropical. (22 °C-24 °C).

## Distribución geográfica
Se encuentran en Asia:  cuenca del lago Inle en Birmania.